# Moran Glacier
Moran Glacier är en glaciär i Antarktis. Den ligger i Västantarktis. Argentina, Chile och Storbritannien gör anspråk på området. Moran Glacier ligger 472 meter över havet.
Terrängen runt Moran Glacier är bergig norrut, men söderut är den kuperad. Trakten är obefolkad. Det finns inga samhällen i närheten.